# RMS Mauretania (1938)
Pour les autres navires du même nom, voir RMS Mauretania (1906).
Le RMS Mauretania II est un paquebot transatlantique britannique lancé en 1938 aux chantiers Cammell Laird en Angleterre pour la Cunard Line. C'est le second navire de la compagnie à porter ce nom après celui lancé en 1906

## Description
Il possède quelques similitudes avec le Queen Mary et le Queen Elizabeth lancés en 1936 et 1940, même si celui-ci possède des dimensions nettement inférieures à ces derniers. 
Mis en service en juin 1939, il a seulement le temps de faire quelques traversées avant le déclenchement de la Seconde Guerre mondiale. Il est alors réquisitionné et transformé en navire de transport de troupes, rôle qu'il tiendra jusqu'en 1947. Après quoi, il sera rendu à la vie civile et deviendra un navire de croisière en 1962 mais sera rapidement retiré définitivement du service pour sa non-rentabilité.
Il finira par être démoli en 1965 à Inverkeithing.